# Bacong
Bacong is een gemeente in de Filipijnse provincie Negros Oriental. Bij de laatste census in 2007 had de gemeente ruim 28 duizend inwoners.

## Geografie

### Bestuurlijke indeling
Bacong is onderverdeeld in de volgende 22 barangays:
| - Balayagmanok - Banilad - Buntis - Buntod - Calangag - Combado - Doldol - Isugan - Liptong - Lutao - Magsuhot | - Malabago - Mampas - North Poblacion - Sacsac - San Miguel - South Poblacion - Sulodpan - Timbanga - Timbao - Tubod - West Poblacion |

## Demografie
Bacong had bij de census van 2007 een inwoneraantal van 28.310 mensen. Dit zijn 5.091 mensen (21,9%) meer dan bij de vorige census van 2000. De gemiddelde jaarlijkse groei komt daarmee uit op 2,77%, hetgeen hoger is dan het landelijk jaarlijks gemiddelde over deze periode (2,04%).